# Sax
Sax es un municipio de la provincia de Alicante en la Comunidad Valenciana, España. Está situado en la comarca del Alto Vinalopó. Cuenta con una población de 10 172 habitantes (INE 2024). Se trata de un municipio hispanófono, en el que el español cuenta con el predominio lingüístico reconocido legalmente.

## Toponimia
El topónimo Sax es de origen incierto, aunque ha sido relacionado con el término latín saxum (peñasco), debido a la puntiaguda mole rocosa sobre la que se alza su castillo, y alrededor de la cual apareció la villa. El término ha sido relacionado también con la Segisa que Ptolomeo situó en la Bastetania. Es posible que durante la época romana existiese en Sax un establecimiento o posada junto a la Vía Augusta. La pronunciación corriente en la actualidad es /saks/ (localmente /sæːʰ/ o /sas/),[cita requerida] aunque tradicionalmente fue /sax/, de lo que da fe el gentilicio sajeño.

## Símbolos
El escudo de Sax tiene el siguiente blasonamiento:

Escudo cuadrilongo de punta redonda, truncado y medio partido. En el primer cuartel, de azur, un castillo de oro mazonado y aclarado de sable, terrazado de su color. En el segundo, de gules, un medio vuelo de oro con un brazo armado de una espada de argén. En el tercero, de argén, tres árboles de sinople, terrazados de su color. Como timbre, una corona real abierta.

## Geografía física
Integrado en la comarca de Alto Vinalopó, se sitúa a 46 km de la capital provincial. El término municipal está atravesado por la autovía de Alicante (A-31), que integra la carretera nacional N-330 entre los pK 41 y 47, y la autovía autonómica CV-80, que permite la comunicación con Castalla. 
El relieve del municipio viene determinado por el valle del río Vinalopó, que se trata de una fosa transversal que corta el conjunto de sierras prebéticas de dirección SO-NE, dejando a derecha e izquierda montañas y corredores laterales. Por el oeste se levanta la sierra de Cabreras (873 m) cuya cima hace de límite con los términos de Villena y Salinas, y deja entre ella y la sierra de Camara al sur, el pasillo que conduce por el suroeste a la depresión de Salinas. Por la parte oriental se alzan la sierra de la Peña Rubia (894 m), en el límite con Villena, y la sierra de La Argueña (1024 m), en el límite con Petrel, formado entremedias el corredor lateral que sirve de comunicación natural con la Hoya de Castalla.
La altitud del municipio oscila entre los 1029 m en la sierra de La Argueña, al este, y los 450 m en la ribera del río Vinalopó. El pueblo se alza a 473 m sobre el nivel del mar, en la cara sur de una gran peña (Cruz de Sax, 528 m) que es coronada por un singular castillo que define el perfil urbano del municipio.
Localidades limítrofes
| Noroeste: Villena        | Norte: Villena     | Noreste: Biar   |
| Oeste: Villena y Salinas |                    | Este: Castalla  |
| Suroeste: Salinas        | Sur: Elda y Petrel | Sureste: Petrel |

### Hidrografía
Además del río Vinalopó, de muy escaso caudal y que solo retoma la forma de río al recibir los aportes de la Acequia del Rey en la Colonia de Santa Eulalia, drenan el término las ramblas de la Torre, el Carrascal y del Barranquet; y los barrancos del Boquerón, de Cantalar y del Portugués. De los bordes montañosos descienden un dilatado abanico de ramblas y barrancos que confluyen en el cauce del Vinalopó. La escasa pendiente longitudinal con que corre entre Villena y Sax hizo necesaria la construcción de un cauce artificial a fin de impedir el estancamiento de las aguas y colonizar los terrenos pantanosos.

## Ecología
En los montes y terrenos incultos crece una vegetación de romero, esparto, aliagas, espino, coscoja, lentisco, enebro, albarda, jara, tomillo, manzanilla, algunas carrascas y sobre todo, pinos (carrascos y donceles). Quedan también algunas comunidades de ribera junto al río Vinalopó y algunas ramblas, donde aparecen juncos, olmos, chopos y tarays, además del carrizo, salicornios y barrillas.

## Clima
El medio climático, aunque dentro del típico mediterráneo, presenta acusados rasgos de continentalidad y de aridez, que le vienen dados por su altitud, proximidad a la meseta y situación dentro del pasillo de sequedad que enlaza las tierras albaceteñas con el sur de la provincia de Alicante. Las medias térmicas oscilan entre los 7° de enero y los 24° de julio y agosto, con heladas hasta el mes de abril; las precipitaciones, bastante escasas y mal repartidas a lo largo del año, apenas superan los 400 mm de lluvia anual.
| Parámetros climáticos promedio de Sax en el periodo 1981-2010 | Parámetros climáticos promedio de Sax en el periodo 1981-2010 | Parámetros climáticos promedio de Sax en el periodo 1981-2010 | Parámetros climáticos promedio de Sax en el periodo 1981-2010 | Parámetros climáticos promedio de Sax en el periodo 1981-2010 | Parámetros climáticos promedio de Sax en el periodo 1981-2010 | Parámetros climáticos promedio de Sax en el periodo 1981-2010 | Parámetros climáticos promedio de Sax en el periodo 1981-2010 | Parámetros climáticos promedio de Sax en el periodo 1981-2010 | Parámetros climáticos promedio de Sax en el periodo 1981-2010 | Parámetros climáticos promedio de Sax en el periodo 1981-2010 | Parámetros climáticos promedio de Sax en el periodo 1981-2010 | Parámetros climáticos promedio de Sax en el periodo 1981-2010 | Parámetros climáticos promedio de Sax en el periodo 1981-2010 |
| Mes | Ene.                                                          | Feb.                                                          | Mar.                                                          | Abr.                                                          | May.                                                          | Jun.                                                          | Jul.                                                          | Ago.                                                          | Sep.                                                          | Oct.                                                          | Nov.                                                          | Dic.                                                          | Anual                                                         |
| --- | ------------------------------------------------------------- | ------------------------------------------------------------- | ------------------------------------------------------------- | ------------------------------------------------------------- | ------------------------------------------------------------- | ------------------------------------------------------------- | ------------------------------------------------------------- | ------------------------------------------------------------- | ------------------------------------------------------------- | ------------------------------------------------------------- | ------------------------------------------------------------- | ------------------------------------------------------------- | ------------------------------------------------------------- |
| Temp. máx. media (°C) | 12.2                                                          | 13.1                                                          | 16.2                                                          | 18.8                                                          | 22.5                                                          | 26.9                                                          | 30.5                                                          | 30.5                                                          | 27.5                                                          | 22.3                                                          | 16.5                                                          | 12.8                                                          | 20.8                                                          |
| Temp. media (°C) | 7.2                                                           | 7.8                                                           | 10.5                                                          | 13.2                                                          | 16.7                                                          | 20.7                                                          | 24                                                            | 24.1                                                          | 21.3                                                          | 16.5                                                          | 11.1                                                          | 7.8                                                           | 15.1                                                          |
| Temp. mín. media (°C) | 2.2                                                           | 2.5                                                           | 4.8                                                           | 7.6                                                           | 10.8                                                          | 14.5                                                          | 17.4                                                          | 17.6                                                          | 15.1                                                          | 10.7                                                          | 5.6                                                           | 2.8                                                           | 9.3                                                           |
| Precipitación total (mm) | 27                                                            | 30                                                            | 32                                                            | 45                                                            | 39                                                            | 26                                                            | 9                                                             | 15                                                            | 41                                                            | 63                                                            | 46                                                            | 38                                                            | 411                                                           |
| Fuente: Ministerio de Agricultura, Alimentación y Medio Ambiente. Datos de precipitación para el periodo 1981-2010 y de temperatura para el periodo 1961-2003 en Sax (7035). |                                                               |                                                               |                                                               |                                                               |                                                               |                                                               |                                                               |                                                               |                                                               |                                                               |                                                               |                                                               |                                                               |

## Historia
Existen restos de poblamiento y hallazgos arqueológicos de la Edad del Bronce en el Puntal y la Peña de Sax, así como de origen ibérico como las necrópolis de Botay y el Chorrillo. Hay también constancia de al menos dos villas romanas, en la Torre y en Santa Eulalia. Se ha querido identificarlo con la Segisa de Ptolomeo, que pertenecía a la región de los bastetanos.
En el siglo VIII cayó bajo dominio árabe, situándose bajo la jurisdicción del iqlim de Medina Bilyāna (Villena). En 1239, Artal de Alagón (hijo del mayordomo de Aragón, Blasco de Alagón), guiando a las tropas del vizconde de Cardona y de Ramón Folch, atacó Sax tras fracasar en el asedio de la vecina Villena, muriendo de una pedrada en la batalla. A finales del mismo año fue conquistada a los musulmanes al tomar definitivamente Villena los caballeros aragoneses de la Orden de Calatrava, a las órdenes de Jaime I de Aragón. A raíz del tratado de Almizra pasó a depender de la Corona de Castilla, (concretamente del reino de Murcia) y en 1262 quedó integrado en el nuevo señorío de Villena en poder del infante don Manuel. A partir de ese momento su historia permanece atada a la de este señorío, convertido en marquesado en 1366. A la muerte de Enrique de Villena, Sax, al igual que todo el señorío, se constituye como dominio de la familia Pacheco en 1445, hasta que los Reyes Católicos lo reincorporaron a la Corona en 1480. Del estado de la villa y su área circundante en 1517 da testimonio conciso pero de gran interés Fernando Colón:

Sax es lugar de ciento sesenta vecinos e está en una ladera de una sierrezuela a una solana, e la syerra es de peña y en lo alto de ella esta un Castyllo muy agro de todas partes, e está entre syerras e tiene buen valle de vyñas e huertas de regadío, e está media legua del moxón del Reyno de Valencia, e pasa un arroyo por junto a la lugar que lleva agua para una muela […].

Por proximidad geográfica, el castillo de Sax fue pieza importante en 1707 durante la batalla de Almansa, puesto que se refugiaron los partidarios de la causa borbónica, que resistieron el asedio de los austracistas, y que por esto recibieron de Felipe V los títulos de villa y de "Muy noble y Muy leal".

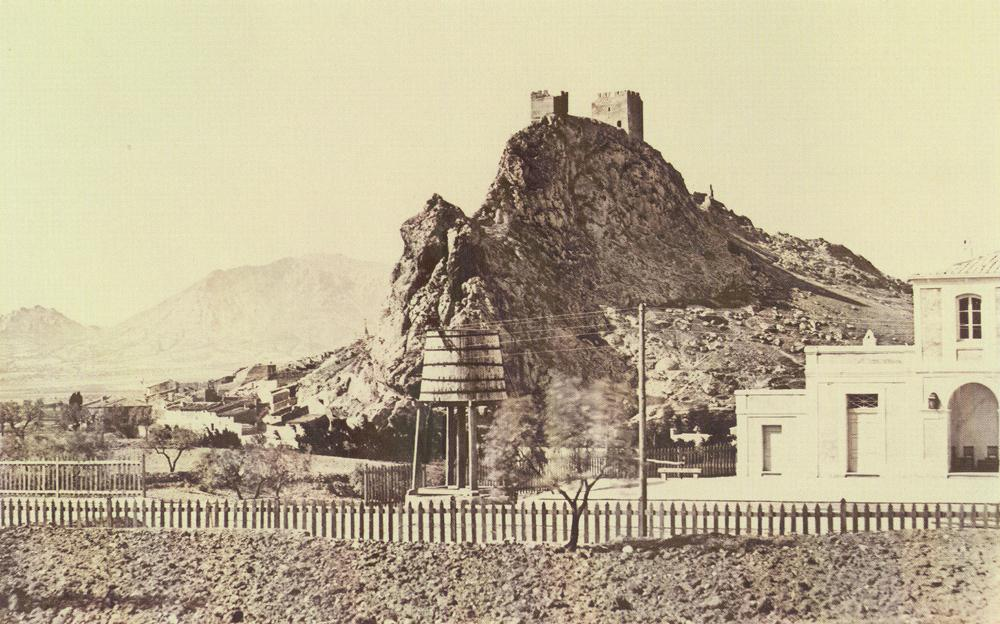
Estación de ferrocarril en 1858, con el castillo y la villa al fondo. Fotografía de J. Laurent.

En la reforma administrativa realizada por Javier de Burgos en 1833, Sax pertenecía a la provincia de Murcia. Sin embargo, tres años más tarde (en 1836) pasaría a depender definitivamente de la de Alicante, al mismo tiempo que la vecina ciudad de Villena pasaba de la provincia de Albacete a la de Alicante. En el Diccionario de Madoz (1845-1850) aparece la siguiente descripción:

V[illa] con ayunt[amiento] [...] de la prov[incia] de Alicante (7 1/2 leg[uas]) [...] Sit[uado] en la ribera der[echa] del r[ío] Vinalapó, á la falda de un peñon de bastante altura, coronado con las ruinas de un ant[iguo] cast[illo] [...] Tiene 466 casas de mediana fáb[rica], que se distribuyen en calles generalmente pendientes, y 2 plazas bastante capaces; casa de ayunt[amiento], cárcel, 2 posadas, un hospital [...] escuela de niños [...] igl[esia] parr[oquial] (Ntra. Sra. de la Asunción) [...] 2 ermitas dedicadas á San Blas y San Sebastian, la primera de las cuales es más ant[igua] que la parr[oquia] y hacia sus veces antes de su fundación, y un cementerio construido fuera del pueblo en 1835; los vec[inos] se surten del agua de la fuente del Amparador, que es buena [...] El terreno es fuerte generalmente, y en algunos parages pedregoso, hallándose en abundancia la piedra de yeso [...] tiene de huerta 2,287 1/2 tahullas divididas en 4 clases [...] Hay caminos locales en muy mal estado, y un general que pasa inmediato á la pobl[ación] y va de Alicante á Madrid; es moderno y está bien conservado. Prod[ucción]: trigo, cebada, centeno, avena, maíz, vino, aceite, cardon, habas, almendra, cáñamo, patatas, frutas, legumbres y hortalizas; mantiene ganado lanar y cabrio, y caza menor aunque poco abundante. Ind[ustria]: la agrícola, 4 fáb[ricas] de colar aguardiente, 2 molinos de papel de estraza, 6 harineros y 8 almazaras. El comercio se reduce á la esportacion de algunos frutos sobrantes, é importancion de arroz, viandas y otros art[ículos] de que se carece; celebra un mercado semanal los viernes. Pobl[ación]: 543 vec[inos], 2,195 alm[as] [...]
Diccionario de Madoz

En 1965 se hermanó con Alagón.

## Demografía
Cuenta con una población de 10 172 habitantes (INE 2024).
| Gráfica de evolución demográfica de Sax entre 1842 y 2021                                                             |
| |
| Población de derecho según los censos de población del INE. Población de hecho según los censos de población del INE. |

| Unidad poblacional | Población | Coordenadas                               | Distancia (km) |
| ------------------ | --------- | ----------------------------------------- | -------------- |
| Sax (núcleo)       | 8711      | 38°32′22″N 0°48′58″O / 38.53944, -0.81611 | -              |
| Diseminado         | 1042      |                                           |                |
| Santa Eulalia      | 18        | 38°34′04″N 0°51′00″O / 38.56778, -0.85000 | 2,5            |

## Urbanismo
| Zona urbana Centro histórico Edificio de interés Zona verde | Zona industrial Carretera secundaria Autovía Ferrocarril |

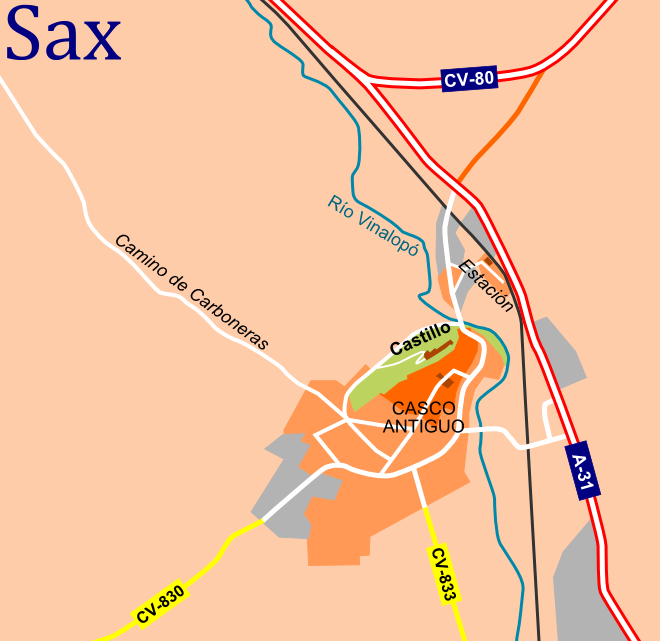
Plano esquemático de la villa, con las principales vías de acceso y comunicación.
Zona urbana
Centro histórico
Edificio de interés
Zona verde
Zona industrial
Carretera secundaria
Autovía
Ferrocarril

El núcleo medieval se localiza sobre las cuestas de la montaña del castillo, con calles estrechas y en pendiente y fue a lo largo del siglo XVIII cuando se conformaron la calle Mayor y la plaza donde están la iglesia parroquial y el ayuntamiento. Ya en la segunda mitad del siglo XIX tuvo lugar la primera gran expansión urbana, tomando como referencias principales la carretera de Salinas y lo que más tarde dio lugar a la Gran Vía. Por el lado oriental, el cauce del río Vinalopó marcó la barrera al crecimiento y, ya al otro lado del mismo, la vía férrea y su estación atrajeron a bodegas y talleres, formándose un pequeño barrio en su entorno. A partir de 1960 el perímetro urbano cobró mayor impulso con la construcción de nuevos barrios como los del Vilage, Casicas Nuevas y Las Américas, ordenándose el desarrollo urbano en forma de abanico hacia el SO sobre tres grandes ejes: Doctor Fleming (carretera de Salinas), Gran Vía–Pascual Carrión y avenida de las Américas, con una especie de eje central formado por Bernardo Herrero, Reyes Católicos y Rey Jaime I, que sirve de divisoria entre la parte anterior al 1950 y los posteriores ensanches.

## Transportes
Sax se encuentra bien comunicado dada su localización en el llamado pasillo del Vinalopó, utilizado desde antiguo como vía de comunicación, como demuestra que por allí circulase la Vía Heráclea (la Vía Augusta de los romanos). A la carretera real de Carlos III en el siglo XVIII, se unió el ferrocarril Madrid-Alicante en 1859, el primero que unió la capital de España con un puerto de mar.
Por el núcleo de Sax circulan las siguientes carreteras:
- A-31. Une la A-3 con Alicante.
- CV-80. Une la autovía A-31 con la A-7.
- CV-830. Une Sax con la CV-83 a través de Salinas.
- CV-833. Une Sax con Elda.

## Economía
Ha experimentado desde mediados del siglo XX un fuerte proceso de industrialización, que en 2001 ocupaba al 63 % de la población activa, mientras que la agricultura solo representa oficialmente el 1,6 %. Es, sin embargo, relativamente elevado el porcentaje de trabajadores industriales que trabaja las tierras en su tiempo libre. La superficie cultivada supone el 46 % de la total del término, dedicándose 328 ha a regadío y 2600 a secano. En el regadío destacan los frutales y algo de huerta, mientras que en el secano los cultivos más extendidos son el olivo y el almendro, seguidos del viñedo.
La actividad industrial abarca varias ramas, tales como alimenticias (bebidas, turrones y caramelos), pinturas, cerámica y embalajes de cartón, pero es en la fabricación de calzado y, sobre todo de persianas, donde alcanza una mayor especialización.

## Política

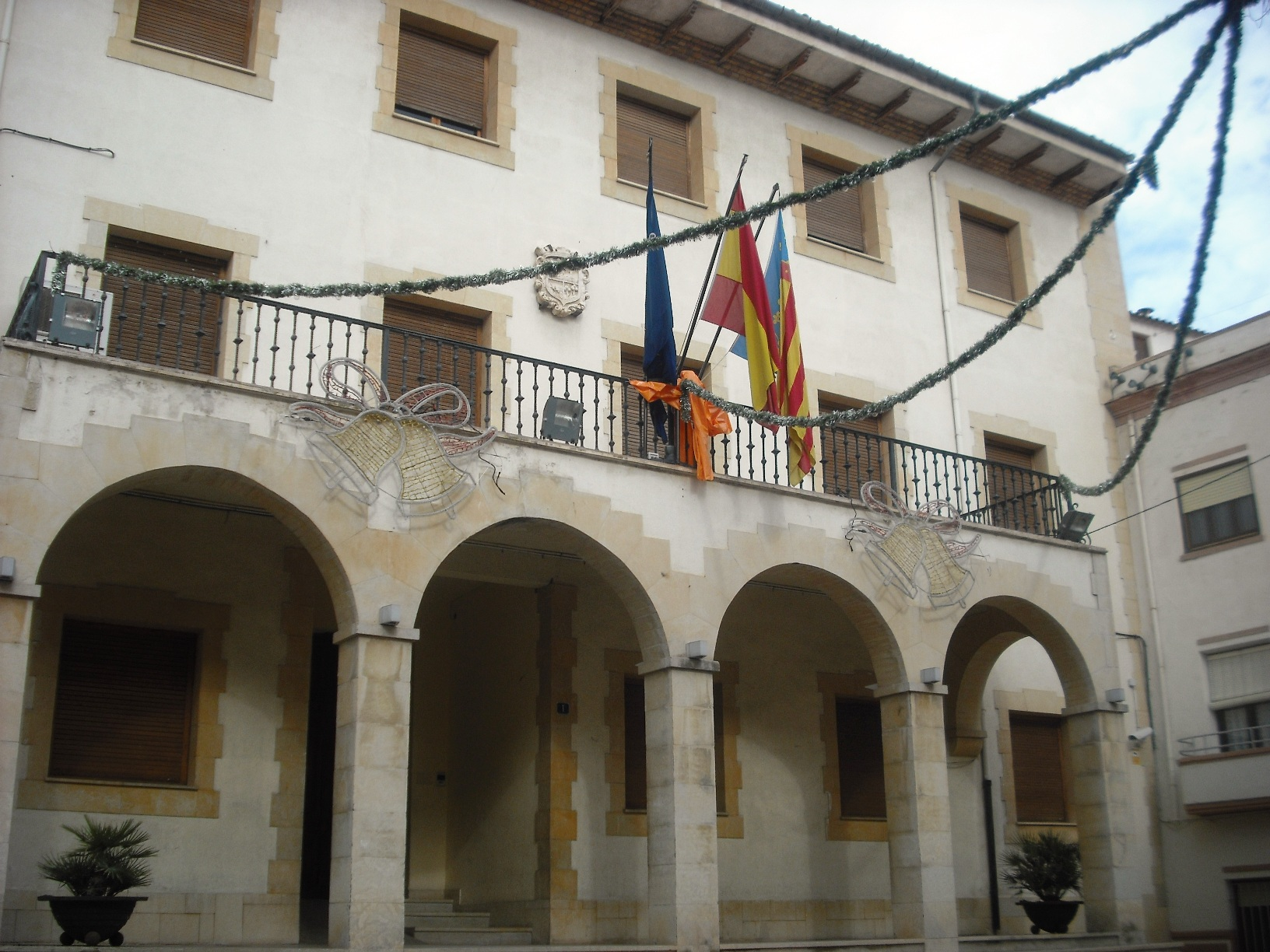
Ayuntamiento de Sax

Sax está gobernado por una corporación local formada por concejales elegidos cada cuatro años por sufragio universal que a su vez eligen un alcalde. El censo electoral está compuesto por todos los residentes empadronados en Sax mayores de 18 años y nacionales de España y de los otros países miembros de la Unión Europea. Según lo dispuesto en la Ley del Régimen Electoral General, que establece el número de concejales elegibles en función de la población del municipio, la Corporación Municipal de Sax está formada por 13 concejales. La sede actual del ayuntamiento sajeño está en la plaza de la Constitución. 
En las elecciones de 2015 se produjo un empate y se aliaron formando un tripartito Sax Importa (SI), PSPV-PSOE e IU con un pacto para alternarse al frente del municipio dos años José María Espí Navarro (SI) y otros dos años Juan José Herrero Rico (PSPV-PSOE).
Desde 2019, el Ayuntamiento de Sax está constituido por el PP con 5 concejales, PSPV-PSOE con 4 concejales, Sax Importa (SI) con 2 concejales y 03630 con 2 concejales. La alcaldesa es Laura Estevan Antolín, del Partido Popular.
| Periodo   | Nombre                                                                 | Partido      |
| --------- | ---------------------------------------------------------------------- | ------------ |
| 1979-1983 | Ramón Hurtado Hernández (1979-1980) Pedro Barceló Pla (1980-1983)      | PSPV-PSOE    |
| 1983-1987 | Pedro Barceló Pla                                                      | PSPV-PSOE    |
| 1987-1991 | Francisco Estevan Molina                                               | CDS          |
| 1991-1995 | Juan Gil Martínez                                                      | EUPV         |
| 1995-1999 | María Frutos Barceló Latorre                                           | PP           |
| 1999-2003 | María Frutos Barceló Latorre                                           | PP           |
| 2003-2007 | Ana Barceló Chico                                                      | PSPV-PSOE    |
| 2007-2011 | Ana Barceló Chico                                                      | PSPV-PSOE    |
| 2011-2015 | Vicente Gil Sauco                                                      | PP           |
| 2015-2019 | José María Espí Navarro (2015-2017) Juan José Herrero Rico (2017-2019) | SI PSPV-PSOE |
| 2019-2023 | Laura Estevan Antolín                                                  | PP           |
| 2023-act. | Laura Estevan Antolín                                                  | PP           |

## Patrimonio

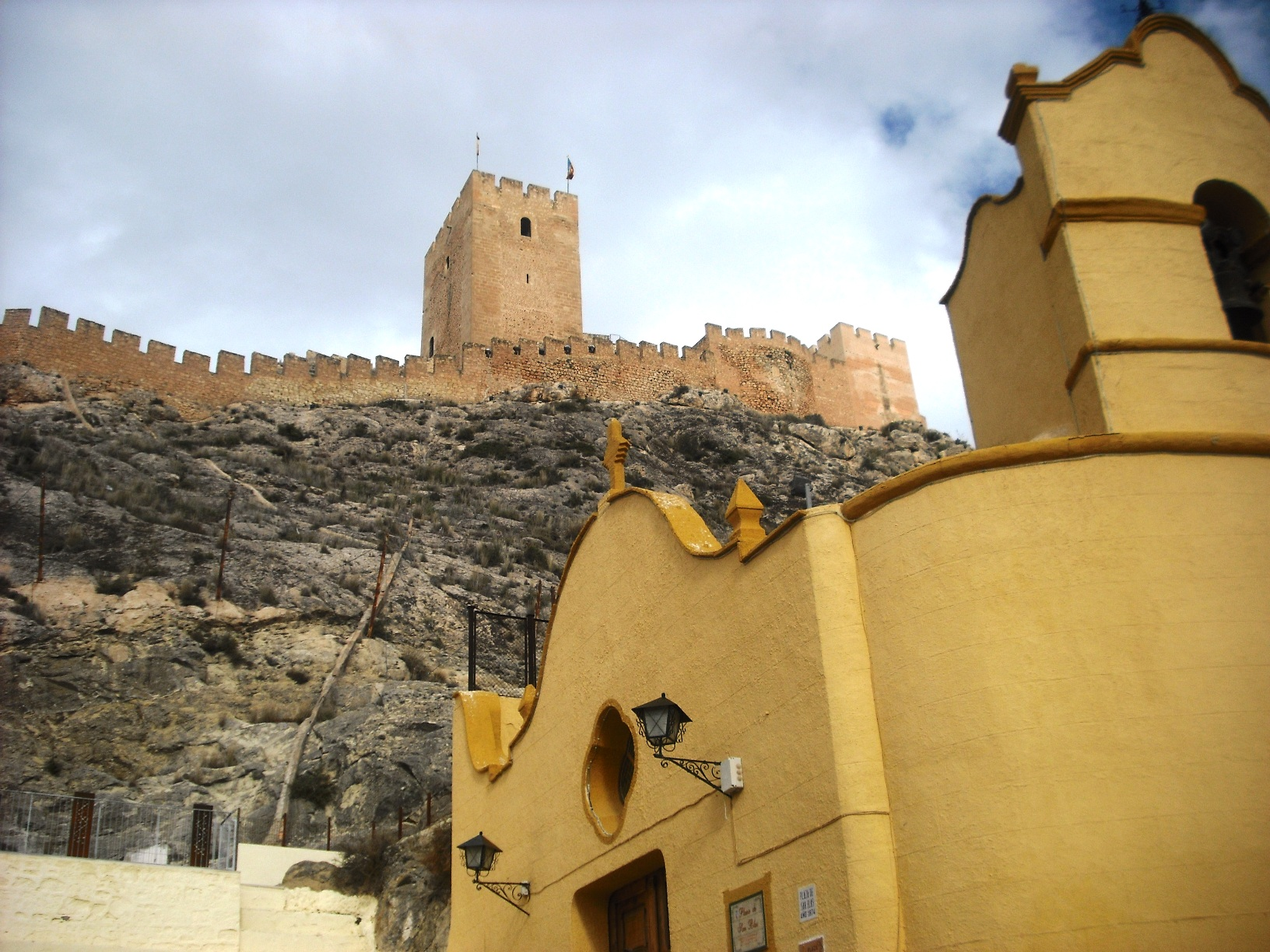
Castillo de Sax y ermita de San Blas

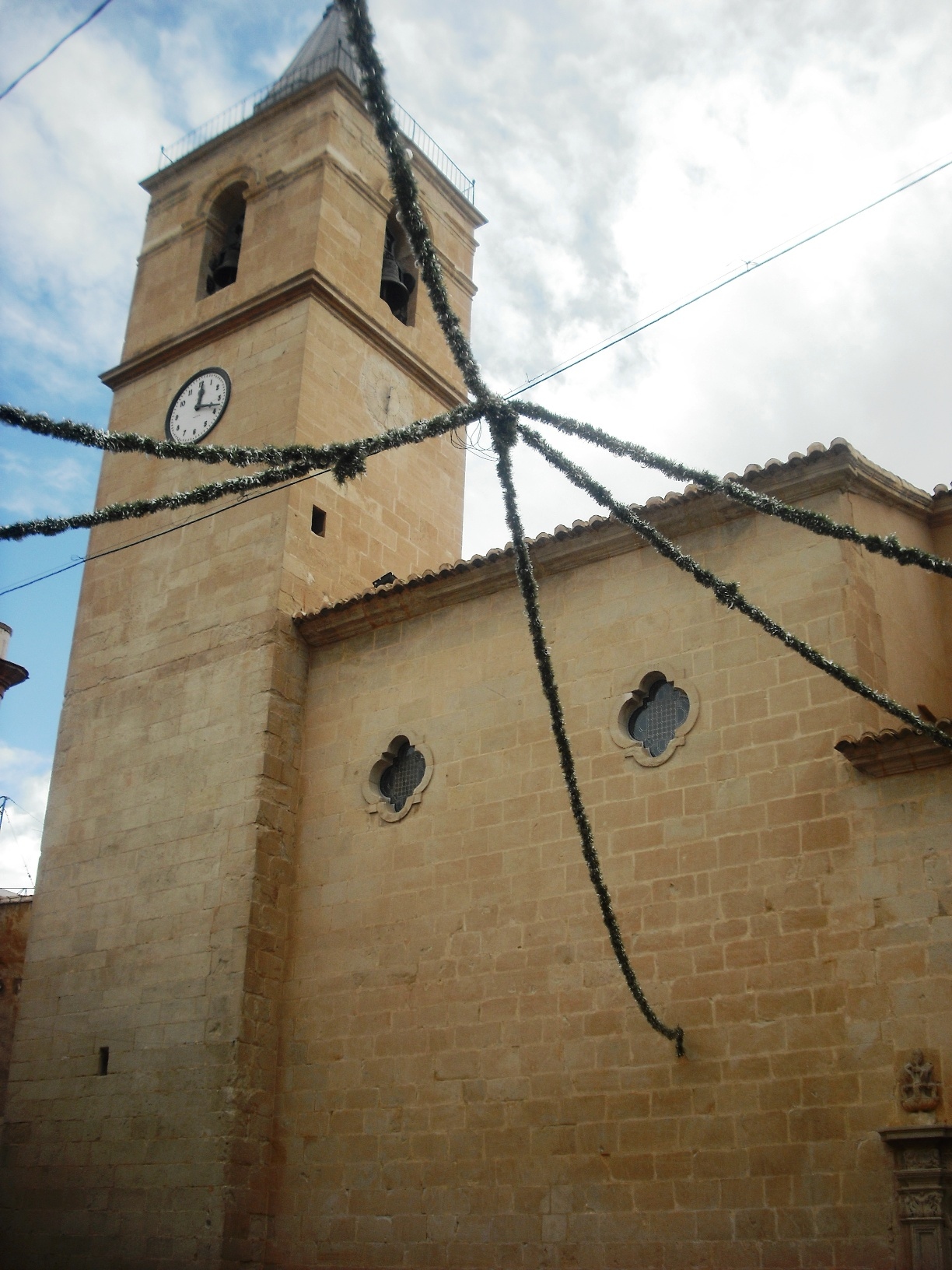
Iglesia de la Asunción

- Castillo de Sax: Se trata de una de las tres grandes fortalezas de la comarca, junto con las de Villena y Biar. Formaba parte de la línea defensiva de fortificaciones de esta zona desde la época musulmana. Básicamente se compone de dos grandes torres cúbicas unidas por lienzos de muralla con almenas. La base de una de las torres es posiblemente romana, y la otra, considerada como la del Homenaje, es musulmana, del siglo XII, aunque sus fundamentos son del siglo X.[24]
- Iglesia de la Asunción: Es un templo de nave única y forma de cruz latina edificado en el siglo XVI, de cuya época son destacables algunos elementos tardogóticos, como la bóveda de crucería que cubre la nave. En el siglo XVIII se le añadió un revestimiento clasicista, construyéndose una galería superior, altares para las capillas y también las capillas de la Comunión y del Pilar. En esta amalgama de estilos, la puerta más interesante es la norte, renacentista, que remite a la vecina iglesia de Santiago de Villena.[25]
- Ermita de San Blas: Era la antigua parroquia antes de la construcción de la Iglesia de la Asunción, y está levantada en el mismo solar que la mezquita islámica. Su construcción data probablemente del siglo XIII y es de planta rectangular, a la que posteriormente se le añadió un ábside semicircular en el presbiterio.[26] En la actualidad alberga la imagen de San Blas, patrón de la villa.[27]
- Ermita de la Soledad: Situada en la actual plaza de España, es el único vestigio que queda del antiguo cementerio del siglo XIX.[28] Conserva la imagen de la Virgen de la Soledad, que es llevada en procesión durante la Semana Santa.[28]
- Pozo de nieve: Está situado en la cara norte de la Peña del Castillo, junto al Vinalopó. Ya desde el siglo XVIII se utilizaba para almacenar la nieve con la que se abastecía en verano el pueblo.[29]
- Escudo de la «Inquisición»: Se trata de un escudo heráldico situado en la calle Mayor, que porta las armas de Josef Torreblanca, nacido en Sax en 1616.[30] Fue párroco de la iglesia de Santa Catalina de Murcia y Comisario del Santo Oficio de la Inquisición. En la casa en la que se conserva el escudo se fundó en 1674 la Obra Pía de los Torreblanca para casar doncellas de su linaje.[30]
- Colonia de Santa Eulalia: Colonia agrícola construida a finales del siglo XIX a modo de pequeño pueblo que sigue conservando almacenes, fábricas, el palacio y el teatro, entre otros edificios.[31] En la Colonia se sitúa asimismo la ermita de Santa Eulalia, antigua patrona de Sax.[31]
- La Torre: Paraje natural que conserva ruinas romanas y árabes y una casa de recreo, así como la ermita de San Pancracio.[32]
- El Plano: Extensa pinada que se extiende al noroeste de la población, surcada de caminos y vías pecuarias.[33]

## Cultura

### Fiestas

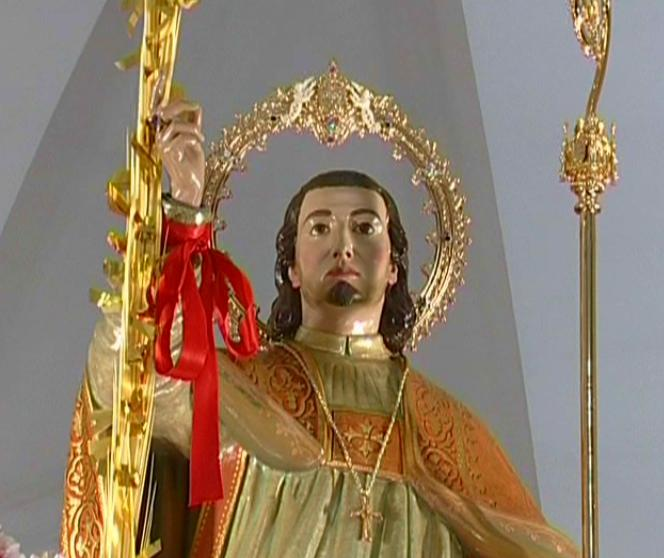
Efigie de San Blas, patrón de la villa.

- Moros y Cristianos de Sax: La Fiesta de Moros y Cristianos de Sax se celebra del 1 al 5 de febrero en honor a san Blas, patrón de la villa desde 1627.[2] Desde ese año empezaron a organizarse celebraciones el día 3 de febrero, festividad del santo, lo que fue evolucionando hacia las actuales fiestas, cuya estructura actual empieza a tomar forma entre finales del siglo XVIII y principios del siglo XIX.
- Fiestas de Santa Eulalia:[34] Tienen lugar el fin de semana siguiente al 12 de febrero, en homenaje a la antigua patrona de la villa y se desarrollan en la Colonia de Santa Eulalia, donde se encuentra su imagen.
- Cabildo: El 26 de diciembre se reúne en asamblea abierta a todos los vecinos de Sax que deseen participar en la preparación de las Fiestas de Moros y Cristianos, según la tradición medieval.[34]

### Gastronomía
Destacan platos como los gazpachos sajeños, el arroz y conejo, las pelotas de relleno, el trigo picado, la gachamiga batida o el arroz caldoso. En cuanto a la repostería, cabe mencionar los mantecados, rosigones, rajadillos, mostachones, rollicos de aguardiente, sequillos, suspiros, toñas y rollos de leche. Son también de calidad los vinos tintos, rosados y blancos, la mistela y el aceite de oliva producido con aceitunas sajeñas.

### Eventos culturales
El Festival Internacional de Cine de Sax es un encuentro cultural que se celebra en verano en la ciudad desde 2006, en el cual se exponen cortometrajes y largometrajes realizados en la esfera nacional e internacional. Las proyecciones son al aire libre y se desarrollan en la Casa-Museo Alberto Sols.

## Hermanamientos
- Alagón (España)